# Achalinus jinggangensis
Espèce
Synonymes
- Achalinopsis jinggangensis Zong & Ma, 1983

Statut de conservation UICN

 CR B1ab(iii) : 
En danger critique
Achalinus jinggangensis est une espèce de serpents de la famille des Xenodermatidae.

## Répartition
Cette espèce est endémique de la province du Jiangxi en Chine.Elle se rencontre à 940 m d'altitude dans le massif du Jinggang.

## Étymologie
Son nom d'espèce, composé de jinggang et du suffixe latin -ensis, « qui vit dans, qui habite », lui a été donné en référence au lieu de sa découverte, le massif du Jinggang.

## Publication originale
- Zong & Ma, 1983 : A new species of the genus Achalinopsis from Jiangxi and the restoration of this genus. Acta Herpetologica Sinica, vol. 2, no 2, p. 61-63 (texte intégral).